# Elizabeth Cellier

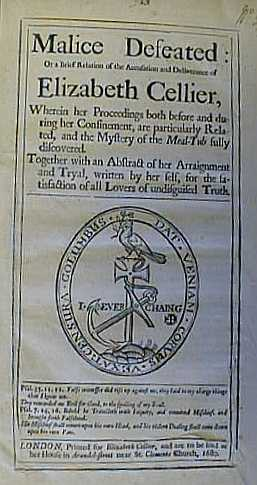
Página de frente de la Malicia de panfleto Derrotó publicada en 1680 por Elizabeth Cellier para defender su reputación de cargo de traición encima cuál acabe de ser acquitted.

Elizabeth Cellier, comúnmente conocida como Mrs. Cellier y apodada la partera papista (Londres, 1668-1688) fue una partera católica inglesa del siglo XVII. Fue juzgada por traición en 1680 por su presunta participación en la «Conspiración de la tina de comida» contra el futuro Jacobo II, pero fue absuelta. Más tarde se convirtió en panfletista e intentó avanzar en el campo de la partería.

## Biografía
Cellier fue una destacada comadrona de Londres que se destacó a través de la supuesta"Trama de la tina de comida" de 1680. Nada parece saberse de su vida hasta su matrimonio con Peter Cellier, un francés, y su conversión del anglicanismo. El historiador jesuita, John Warner, la describió como una mujer de inteligencia clara, aguda y vivaz, pero bastante pobre de juicio, un veredicto confirmado por su conducta durante la conspiración papista. En 1678, las cárceles se llenaron de católicos como consecuencia de la alarma nacional provocada por la trama papista inventada de Titus Oates. 
La caridad de Cellier la llevó a visitar y relevar a estos prisioneros, y su profesión le permitió conocer a muchas de las principales damas católicas, que fueron a menudo el canal de su caridad hacia los prisioneros. Entre estas damas se encontraba la condesa de Powis, cuya amabilidad se mostró, entre otros, a un hábil impostor, Thomas Dangerfield, que tenía un largo historial criminal. Al darse cuenta del verdadero carácter de este hombre, Lady Powis dejó de ayudarlo más y él, en venganza, decidió denunciarla al gobierno por estar involucrada en una nueva conspiración papista. La historia de Dangerfield fue que había sido liberado de la prisión gracias a los buenos oficios de Lady Powis y Cellier con la condición de que asesinara al rey, Lord Shaftesbury y a otros. Además, se dedicó a fabricar conspiraciones falsas para imponerlas a quienes se sabía que eran desfavorables a la causa católica. Una de estas imposturas se basó en un documento que, según alegó, estaba escondido en una tina de comida en la casa de Cellier. Se realizó una búsqueda y el papel en cuestión fue encontrado en una tina de comida. Acusó de traición a la mayoría de los principales protestantes, incluido el hijo natural del rey, el duque de Monmouth, el conde de Shaftesbury y William Waller, quien fue el mismo funcionario encargado de la búsqueda. Lady Powis y Cellier fueron arrestadas, al igual que algunos otros católicos, entre ellos el conde de Castlemaine.
El juicio de Cellier tuvo lugar el 11 de junio de 1680 fue acusada de alta traición, pero prácticamente la única prueba en su contra era la del propio Dangerfield, y tuvo pocas dificultades para demostrarle que era un testigo totalmente indigno de credibilidad. El presidente del Tribunal Supremo, William Scroggs, que había comenzado a dar instrucciones a los jurados para que ignoraran la evidencia de «un villano tan notorio». Fue declarada inocente y el propio Dangerfield fue arrestado por un delito grave, por el que había sido ilegalizado anteriormente. Después de su absolución, publicó una breve relación de todo el asunto, bajo el título de Malicia derrotada, en 1680. Dangerfield, mientras sufrió una paliza pública en 1685, y murió accidentalmente en una pelea con un abogado, Robert Francis, quien para sorpresa del público en general fue ahorcado por asesinato.
La publicación de Malice Defeated (Malicia derrotada) no solo dio lugar a una larga serie de panfletos a favor y en contra de ella, sino también a su segundo procesamiento. El cargo esta vez fue el de difamación contra el rey y el ministerio porque ella alegó que dos testigos en el caso de Edmund Berry Godfrey habían sido torturados (en el caso de Miles Prance, el cargo probablemente era cierto). El verdadero objeto de esta acusación, según Roger North, fue evitar que ella testificara a favor de los compañeros católicos encarcelados. Por ello, fue condenada a pagar una multa de 1000 libras esterlinas y a estar tres veces en la picota.
Durante el reinado de Jacobo II, propuso la fundación de una corporación de parteras calificadas y un hospital para expósitos. Los honorarios se utilizaron para establecer casas parroquiales donde cualquier mujer pudiera dar a luz. Se dice que está enterrada en Great Missenden Church, Buckinghamshire.

## Escritos
- "Malice Defeated; or a brief relation of the Accusation and Deliverance of Elizabeth Cellier" (London, 1680);[8]
- "A scheme for the Foundation of a Royal Hospital and raising a revenue of £5000 or £6000 a year by and for the maintenance of a Corporation of skilful midwives" (London, 1687), printed in the "Harleian Miscellany" (IV, 142) and in Somers Tracts (II, 243);
- "An answer to his Queries concerning the College of Midwives" (London, 1687–88).

## En la literatura
En la novela histórica de Alison MacLeod The Portingale, una biografía de la reina Catalina de Braganza Cellier es un personaje importante .